# 워싱턴 뮤추얼

워싱턴 뮤추얼(Washington Mutual, WaMu)은 2008년 붕괴 시점까지 미국 최대의 저축기관이었던 전 JP모건 체이스의 소유 기업이자 예금 은행 기업이었다.
2008년 9월 25일, 미국 OTS(Office of Thrift Supervision)는 WaMu사의 워싱턴 뮤추얼 은행을 중단시키고 미국 예금보험공사(FDIC)의 법정 관리에 들어갔다.

## 같이 보기
- 미국 예금보험공사